# Enzo Degani
Enzo Degani (Terrazzo, 30 settembre 1934 – Bologna, 23 aprile 2000) è stato un filologo classico, grecista e lessicografo italiano.

## Biografia
Enzo Degani fu allievo di Carlo Diano presso l'Università di Padova, dove si laureò il 7 novembre 1958 con una tesi dal titolo Aiôn da Omero ad Aristotele, successivamente pubblicata nel 1961. Dopo un periodo passato all'Università di Cagliari come assistente (1959-1969), fu professore ordinario di Letteratura greca presso l'Università di Bologna dal 1969 fino alla morte.
I suoi interessi spaziarono dalla lessicografia (in particolare Esichio) alla lirica: in quest'ultimo campo va ricordata la sua edizione critica di Ipponatte (1983), pubblicata presso l'editore Teubner.
Nel 1990 fondò la rivista Eikasmòs. Quaderni bolognesi di filologia classica, considerata tra le più autorevoli pubblicazioni del settore.

## Pubblicazioni
- Enzo Degani, Democrazia ateniese e sviluppo del dramma attico, 1978.
- Enzo Degani, Studi su Ipponatte, Bari, 1984.
- Enzo Degani, Hipponactis testimonia et fragmenta, 2ª ed., Stuttgart-Leipzig, Teubner, 1991.
- Enzo Degani, Aion, Bologna, Pàtron, 2001.